# Karen Shinkins
Karen Shinkins (ur. 15 października 1976) – irlandzka lekkoatletka, sprinterka.

## Osiągnięcia
- brązowy medal Halowych Mistrzostw Europy (Bieg na 400 m, Wiedeń 2002)
- wielokrotna mistrzyni i rekordzistka kraju

W 2000 reprezentowała Irlandię podczas igrzysk olimpijskich w Sydney. Zarówno w biegu na 400 metrów, jak i w sztafecie 4 × 400 metrów odpadła w eliminacjach.

## Rekordy życiowe
- Bieg na 300 m – 37,07 (2001) rekord Irlandii
- Bieg na 400 m – 51,07 (1999)
- Bieg na 400 m (hala) – 51,58 (2002) rekord Irlandii

Shinkins, razem z koleżankami z reprezentacji, jest aktualną rekordzistką kraju w sztafecie 4 × 400 metrów w hali (3:34,61 2004).